# Fernatator
Fernatator is een geslacht van ichthyosauriërs dat tijdens de vroege Jura leefde in het gebied van het huidige Canada. De enige benoemde soort is Fernatator prenticei.

## Vondst en naamgeving
In de zomer van 1916 zag de jonge Tom Prentice tijdens een vistochtje op de rivier de Elk tussen de plaatsen Fernie en Morrissey, in British Columbia op de oever een skelet van een ichthyosauriër liggen. Dat werd geborgen met hulp van W.R. Wilson, de manager van de Crowsnest Pass Coal Company. Het werd in het kantoor te Fernie tentoongesteld. Uiteindelijk stelde men de Geological Survey of Canada in Ottawa op de hoogte. Die zond oktober 1917 Charles Mortram Sternberg om het fossiel in drie kratten naar het gebouw over te brengen van het tegenwoordige Canadian Museum of Nature. Het stuk werd verzonken met de rechterzijde geprepareerd zodat de linkerzijde zichtbaar was. Veel botmateriaal was van lage kwaliteit. Beschadigingen werden met gips aangevuld dat dezelfde kleur kreeg als het authentieke materiaal wat onderzoek bemoeilijkte. C.M. Sternberg meldde de vondst in 1931 op de jaarlijkse bijeenkomst van de Paleontological Society maar schreef er overigens geen artikel over. Evenmin legde hij de precieze vondstlocatie vast. Lange tijd kreeg het fossiel geen enkele aandacht, hoewel het een van de meest volledige ichthyosauriërs uit de vroege Jura van Noord-Amerika vertegenwoordigde.
Begin jaren negentig las Robert J. Morris een oud krantenartikel met daarin een foto van de vondst. Tijdens een vistochtje herkende hij de locatie aan een opvallende zandbank en de nu met water gevulde kuil van de opgraving. Die bleek op de oostelijke oever van de Elk te liggen, 1,6 kilometer ten noorden van de brug van Morrissey 
en 11,9 kilometer ten zuiden van Fernie. Door middel van gevonden ammonieten kon de geologische leeftijd van aardlaag bepaald worden. Door de problemen met de conservering werd de research vertraagd.
In 2025 werd de typesoort Fernatator prenticei benoemd en beschreven door Judy A. Massare, Murray Edmunds, Robert J. Morris, Terence P. Poulton, Shyong En Pan,  
en Jordan Cole Mallon. De geslachtsnaam is een combinatie van een verwijzing naar Fernie met het Latijn natator, "zwemmer". De soortaanduiding eert Prentice als ontdekker.
Het holotype, CMNFV 40398, is gevonden in een laag van de Fernieformatie die stamt uit het vroege Pliensbachien, vermoedelijk 190 miljoen jaar oud. Het bestaat uit een skelet met schedel. Dit mist de punt van de snuit, de rechtervoorvin, beide achtervinnen en een groot deel van de staart. Het betreft een volwassen individu.

## Beschrijving
Fernatator is ongeveer drie à vier meter lang, voor zover kan worden afgeleid uit het holotype dat een bewaarde lengte heeft van 280 centimeter.
De beschrijver stelden enkele onderscheidende kenmerken vast. Ze vormen een unieke combinatie van op zich niet unieke eigenschappen. Het schedeldak is laag maar de snuit robuust. Het jukbeen is recht naar voren noch achteren veel buiten de oogkas uitstekend. Het jukbeen is niet naar boven gebogen en vormt maar een klein gedeelte van de achterrand van de oogkas. Het jukbeen en postorbitale raken elkaar in een stootvoeg. De achterrand van de oogkas wordt voornamelijk gevormd door het diepe postorbitale. De voorste tak van het bovenkaaksbeen is lang en slank, ver voor het neusgat uitstekend. Het bovenkaaksbeen wordt vermoedelijk van het neusgat gedrongen door de praemaxilla en het traanbeen. De praemaxilla heeft een lange tak onder het neusgat en een erg korte tak boven het neusgat. Het neusbeen vormt het grootste deel van de bovenrand van het neusgat. In zijaanzicht strekt het neusbeen bijna even ver naar voren uit als de voorste tak van het bovenkaaksbeen. Het voorste deel van het traanbeen is breed. Het angulare in de achterste onderkaak is in zijaanzicht smal, maar weinig naar voren uitstekend. Het ravenbeksbeen is iets langer van voor naar achter dan overdwars met een diepe voorste inkeping.

## Fylogenie
De precieze verwantschappen van Fernatator zijn onzeker. Hij is vermoedelijk een lid van Parvipelvia.